# Michael Sandin
Lars Michael Sandin, född 5 maj 1965 i Vimmerby, är en svensk moderat politiker. Han var kommunalråd och kommunstyrelsens ordförande i Staffanstorps kommun mellan 2003 och 2012. I september 2012 valdes han till ordförande för Region Skånes vårdproduktionsberedning, en position han behöll i strax över ett år.
Under hösten 2013 avgick Sandin som regionråd och lämnade alla politiska uppdrag. Detta kom som följd av ett reportage från Uppdrag granskning om Staffanstorps kommuns resor till fastighetsmässan MIPIM i Cannes där det presenterades att Sandin finansierat stora mängder alkohol åt kommunpolitikerna med ett kreditkort vars fakturor betalades av Staffanstorps kommun. Mässan i Cannes var inte en isolerad händelse utan det visade sig att Sandin vid upprepade tillfällen, både vid resor med kommunstyrelsen och för privata luncher och middagar, köpt stora mängder alkohol och betalat med samma kreditkort.  Med på resorna var bland annat Christian Sonesson, sedermera Sandins efterträdare som kommunstyrelseordförande i Staffanstorp. Sandin tog på sig ansvaret för den dryckeskultur som uppstått på kommunens resor och talade senare ut om sina alkoholproblem som enligt honom själv eskalerat efter en fetmaoperation.
Sandin har länge varit styrelseordförande i Stiftelsen Uppåkra Arkeologiska Center.